# 東急5200系電車
東急5200系電車（とうきゅう5200けいでんしゃ）は、かつて東京急行電鉄（現・東急電鉄）に在籍していた通勤形電車である。

## 概要
日本国有鉄道のサロ153形900番台とともに日本初のステンレス鋼製車体の電車であり、1958年に東急車輛製造で（←渋谷）デハ5201-サハ5251-デハ5202の3両が製造され、同年12月1日から営業運転を開始した。
外板に多数のコルゲーションが入っていた外観から、「湯たんぽ」、あるいは5000系「青ガエル」のステンレス版であることから「ステンレスガエル」などの愛称が付けられた（ただし東急の公式な愛称ではない）が、6000系の登場以降は「湯たんぽ」は6000系の愛称となり、「ステンレスガエル」や「銀ガエル」がより定着していった。

## 車両概説
基本性能は5000系と同一であるが、5000系が軽量効果の高いモノコック構造を採用していたのに対し、当系列は通常の構造だったため、重量は5000系よりむしろ重くなった。骨組みは普通鋼であり、一般にセミステンレス車両と呼ばれるものである。狙いとしては無塗装によるメンテナンスフリー化と腐食しないため部材を薄くできることがあった。なお扉と窓の配置は5000系と同じだが、車両全長は5000系の18.5mに対し0.5m短い18mである。客用扉は落成時点では窓ガラス面積が大きいものを採用していた。
変わった特徴としては、2段式の客室窓がつるべ構造になっていた点がある。内窓を上げるとワイヤーで連動した外窓が下がって上下で通風できるようになっていたが、後に通常の窓構造に改造された。

## 改造工事
1972年（昭和47年）に更新工事が行われ、室内の強制送風機（ファンデリア）が扇風機に交換され、化粧板の交換、側窓の更新、客用ドアは小窓のものに交換された。デハ5202号は1977年（昭和52年）に接触事故にあい、その際の復旧時に前面下部のコルゲーションが3本なくなり、顔つきが変わった。
先頭車の前照灯は当初白熱電球1灯だったが、1983年（昭和58年）3月には6000系とともにシールドビーム2灯化された。同年夏には2度目の更新で台枠を補修し、車体側面下部のコルゲーションが3本なくなり、乗務員室側開戸（側面出入口）、戸袋窓が一回り小さくなった。

## 運用
導入当初は東横線で3両編成（各駅停車）として運用され、1959年（昭和34年）11月には中間電動車デハ5211を増結して4両編成となる。4両編成化後は急行列車にも使用されるようになった。急行運用時は先頭車の前面と側面に「急行」の種別板を装着して運用していた。
1964年（昭和39年）4月の東横線5両編成化に伴い、当系列は田園都市線へ転属、長らく同線で運用された。1979年（昭和54年）3月中旬、中間に5000系デハ5117号を挟み5両編成となったが、同年8月12日の田園都市線大井町 - 二子玉川園 - つきみ野間は、大井町線大井町 - 二子玉川園間と新玉川線渋谷 - 二子玉川園間・田園都市線二子玉川園 - つきみ野間に系統分離に伴い東横線に転属、桜木町方に5000系2連（デハ5054 - デハ5050）を併結した6両編成（各駅停車）で運用された。
しかし、1980年（昭和55年）3月末の東横線5000系運用終了と同時に、大井町線に転属した。その際には再びデハ5117号を組み込み5両編成となったため、1両だけ緑塗装車が組成される珍編成が復活し、目立つ存在だった。ただし、ステンレス車に緑色の塗装車を組み込んだ外観はあまりにも特異であり、当系列を緑色に塗装することやデハ5117号を銀色に塗装することも検討されたが、いずれも実現には至らなかった。
大井町線での運用途中、1983年（昭和58年）6月末に1週間ほど目蒲線に応援に入り運用され、このときは登場時と同じMTMの編成であった。これは池上線の雪が谷検車区で発生した事故（ポイント操作ミス）よる車両不足を補う一時的なものであった。
1985年（昭和60年）6月には大井町線の5000系運用終了に伴い、5200系も目蒲線に転属し、サハ5251号を抜いた全電動車3両編成で運用されたが、5000系の引退に先行して1986年（昭和61年）5月25日に運用終了となった。なお、5000系は6月18日まで運用された。
1986年（昭和61年）に上田交通（現・上田電鉄）別所線の架線電圧1500V昇圧に伴って5000系とともに譲渡され、モハ5201 - クハ5251（デハ5202を電装解除）の編成となったが、1993年（平成5年）、7200系への一斉置き換えに伴い営業運転を終了した。
デハ5201号は東急に返還され、長津田検車区に保存されていたが、その後東急車輛製造横浜製作所（現・総合車両製作所横浜事業所）の構内に保存され、「東急車輛産業遺産制度」の第1号として永久保存されることが決定した。現地では、2009年8月に同遺産に指定された東急7000系デハ7052号と背中合わせで保存されている。なお、この2両は2010年5月15日に産業考古学会(JIAS)から推薦産業遺産の認定を受けているほか、2012年8月7日に日本機械学会から機械遺産第51号（2012年度認定分の一つ）の認定を受けた。
その他の車体は先頭車クハ5251号と中間車1両（最初にデハ5211号が、後釜にサハ5251号が→サハ5202に改番）ずつ計2両が上田電鉄の下之郷電車庫で倉庫として使用されていたが、のちに中間車は解体され、先頭車のみが倉庫として使用・静態保存されている。その後、この先頭車は2006年にイベント用として松本電気鉄道（現・アルピコ交通）からパンタグラフを譲り受けて装着し、東急時代の状態に復元された。
当系列は田園都市線運用期間には快速列車には充当されず、1979年8月の東横線復帰後は各駅停車用であったことから、優等列車に使用された期間は1959年から1964年の5年間（東横線の急行列車）と極めて短かった。

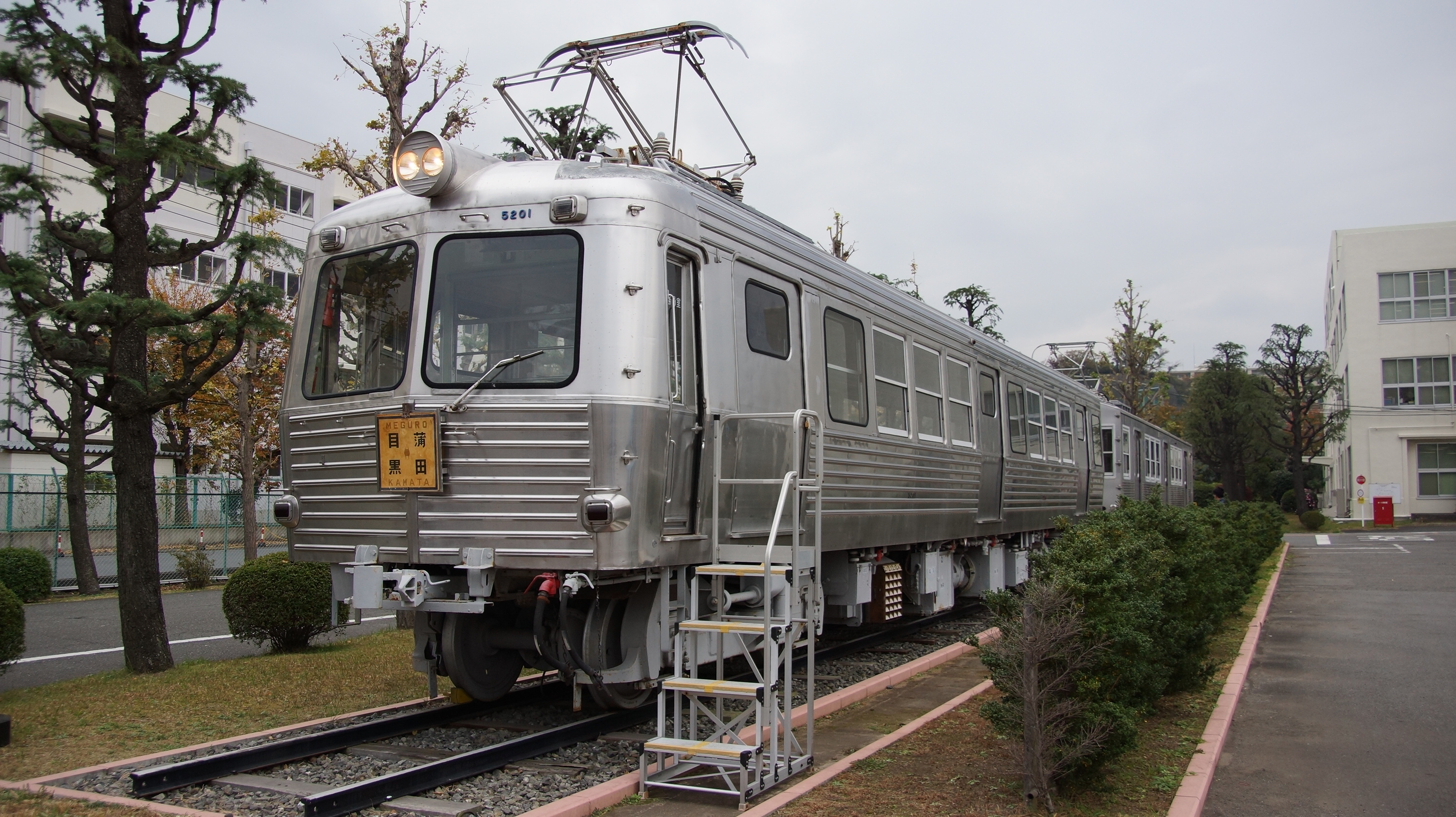
総合車両製作所横浜事業所に展示されている5200系
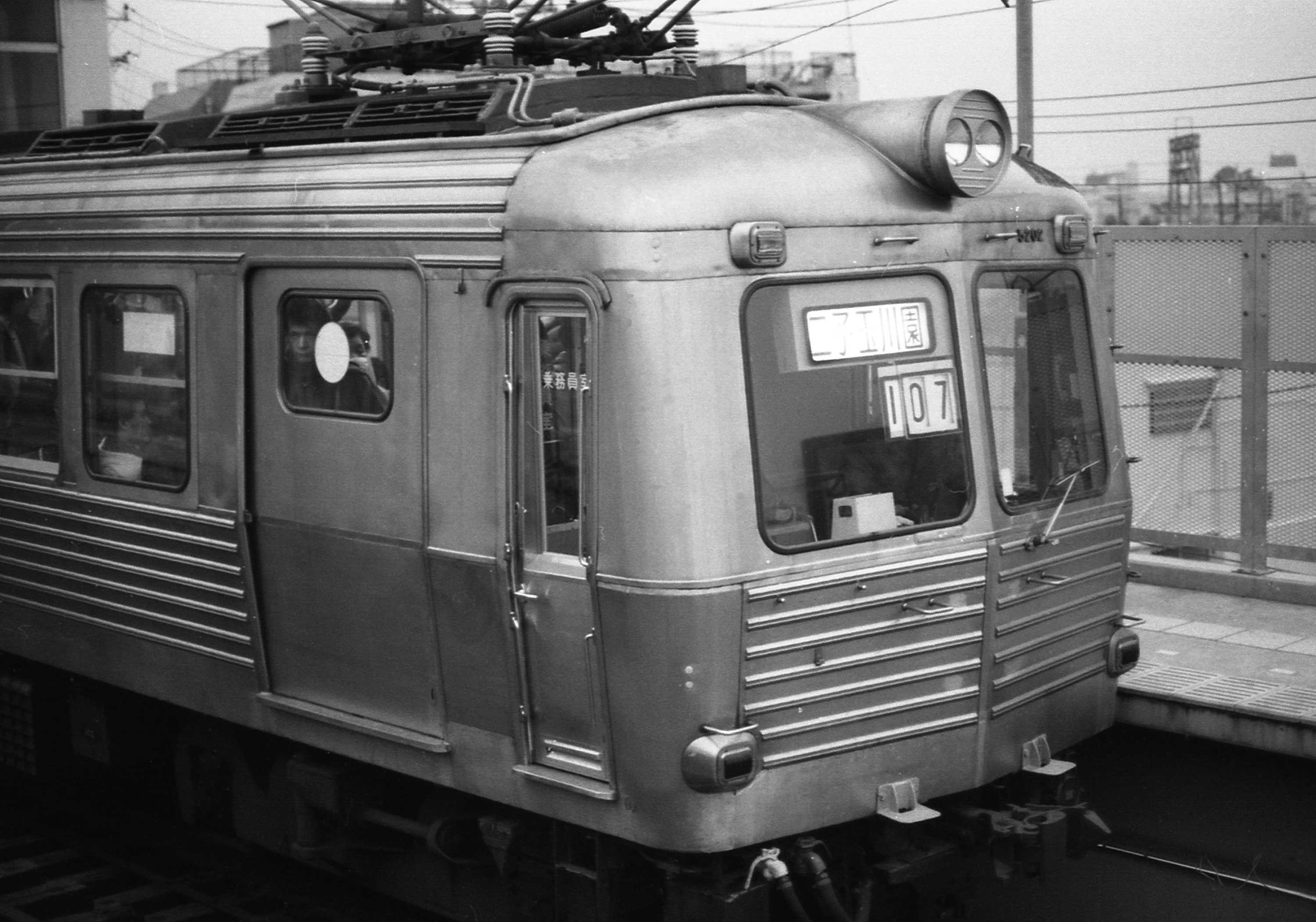
東急時代のデハ5202号。踏切事故後の修復に際しコルゲーションが減らされたため、表情が異なる。
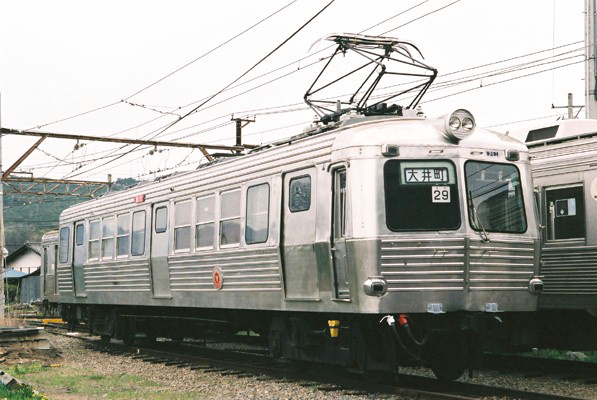
上田交通に譲渡された5200系 （2006年5月6日、下之郷車庫）

## 車両一覧
下表は、全車両の竣功日と東急での廃車日、そして処遇の対照表である。デハ5117のみ5000系であるが、編成に含まれていた時期があるため参考として記載する。上田交通での処遇については本文も参照のこと。
| 車両番号 | 竣功日        | 廃車日(東急)  | 処遇                     |
| -------- | ------------- | ------------- | ------------------------ |
| デハ5201 | 1958年12月5日 | 1986年7月28日 | 上田交通(モハ5201)       |
| デハ5202 | 1958年12月5日 | 1986年7月28日 | 上田交通(クハ5251)       |
| サハ5251 | 1958年12月1日 | 1986年9月4日  | 東急から直接廃車         |
| デハ5211 | 1959年11月5日 | 1986年7月28日 | 上田交通(倉庫として利用) |
| デハ5117 | 1958年4月23日 | 1986年3月19日 | 東急から直接廃車         |